# Juan I de Foix
Juan I (1382-Mazères, 4 de mayo de 1436), fue conde de Foix,  vizconde de Castellbó y de Bearne y dependencias.

## Vida
Sucedió a su padre Arquimbaldo I de Grailly en 1413 adquiriendo plenos derechos con la muerte de su madre la condesa Isabel de Castellbó.

### Matrimonios e hijos
Se casó con Juana de Navarra (hija de Carlos III de Navarra) en 1402, que murió en 1413, con la que no tuvo hijos.
Sus segundas nupcias, en 1422, fueron con Juana de Albret (hija de Carlos I, señor de Albret) con la que tuvo dos hijos:
- Gastón IV de Foix (27 de noviembre de 1422 - 25 de julio/28 de julio de 1472),[4] II de Bigorra, Bearn y Castellbó y I de Narbona, su sucesor y se casó con Leonor de Navarra (sobrina de la primera esposa de Juan).

- Pedro, vizconde de Lautrec y de Vilamur origen de la rama de los Lautrec-Vilamur.

Aún casó por tercera vez en el 1435 con Juana de Aragón, hija de Jaime II conde de Urgel, con la que tampoco tuvo hijos, pero el matrimonio ayudó a Juan a recuperar el resto de las propiedades españolas que le debían.
Tuvo además dos hijos bastardos:
- Pedro, Abad de Santa Cruz de Burdeos.
- Bernardo, señor de Gerderest, casado con Praxedis de Caramany, cuya hija, llamada también Praxedis, casó con el vizconde de Ossau, Corberan. Aunque también hay fuentes que dicen que Bernardo estuvo casado con Catherine de Viella, hija de Arnaldo, vizconde de Lavedan y que tras la muerte de esta en el 1456 se volvió a casar con Isabel de Gramont antes del 10 de junio de 1463.[5]

En 1415 recibió el condado de Bigorra por un acuerdo con  Bernardo VII conde de Armagnac. Al año siguiente fue nombrado gobernador del Delfinado. En 1434 recibió el gobierno del Languedoc donde pacificó la ciudad de Aviñón que se había rebelado contra el Papa.

## Biografía
- Biu, Hélène (2002). «Du panégyrique à l'histoire : l'archiviste Michel de Bernis, chroniqueur des comtes de Foix (1445)». Bibliothèque de l'École des chartes (en francés) 160 (2): 385-473. doi:10.3406/bec.2002.451098.
- Lewis, Peter Shervey (1985). «Le Dragon de Mauvezin et Jean I Comte de Foix (1412-36)». Le Dragon de Mauvezin et Jean I Comte de Foix (1412-36). The Hambledon Press. pp. 37-40.
- Sumption, Jonathan (2016). Cursed Kings: The Hundred Years War IV. Faber & Faber.
- Woodacre, Elena (2013). The Queens Regnant of Navarre: Succession, Politics, and Partnership,1274-1512. Palgrave Macmillan.